# Pia Mia
Pia Mia Perez (Guam, 19 september 1996), beter bekend als Pia Mia, is een Amerikaanse popzangeres en model.

## Biografie

### Jeugd
Pia Mia werd geboren op 19 september 1996 op het Amerikaanse eiland Guam. Pia is van Micronesische en Italiaanse afkomst, maar heeft via haar vader ook Nederlands en Hongaars bloed. Al op jonge leeftijd begon ze met zingen. Op haar dertiende verhuisde ze naar Los Angeles om een carrière in de showbizz na te streven. Ze startte met het maken van filmpjes waarin ze covernummers zong en publiceerde die op haar YouTube-kanaal.

### Carrière
In 2013 nam Pia Mia een cover op van het nummer Hold On, We're Going Home. Later dat jaar postte Kim Kardashian een video op het internet waarin Pia Mia een a capella versie brengt van het nummer in aanwezigheid van rappers Drake en Kanye West, waardoor de pers haar voor het eerst opmerkte.
Op 9 december 2013 verscheen de muziekvideo van Pia's debuutsingle Red Love op het online muziekplatform Vevo. Op het einde van die maand bracht ze haar eerste ep The Gift uit. De plaat bevatte acht nummers en kon gratis worden gedownload.
In februari 2014 tekende Pia Mia een platencontract bij het Amerikaanse label Interscope Records. Een maand later verscheen Fight For You, een nummer dat Pia Mia opnam met Chance the Rapper voor de film Divergent. Nog dat jaar verscheen de muziekvideo van Mr. President, de tweede single afkomstig van The Gift.
Do It Again, de eerste single van haar aankomende debuutalbum, verscheen op 26 juni 2015. Pia Mia zingt in het nummer samen met Chris Brown en Tyga.

## Discografie

### Singles
| Single met hitnotering(en) in de Vlaamse Ultratop 50 | Datum van verschijnen | Datum van binnenkomst | Hoogste positie | Aantal weken | Opmerkingen             |
| ---------------------------------------------------- | --------------------- | --------------------- | --------------- | ------------ | ----------------------- |
| Do It Again                                          | 26-06-2015            | 25-07-2015            | top64           | 3            | met Chris Brown en Tyga |